# Kyra Lamberink
Kyra Lamberink (Bergentheim, 15 april 1996) is een Nederlands baanwielrenster.

## Carrière
In 2013 won Lamberink de bronzen medaille bij de beloften op het EK baanwielrennen op het onderdeel teamsprint. Op het NK baanwielrennen in 2015 behaalde zij een bronzen medaille op de onderdelen sprint en 500m tijdrit.
Samen met Shanne Braspennincx won Lamberink in de teamsprint brons op het EK 2017 in Berlijn en zilver op het WK 2018 in Apeldoorn. Tijdens de Europese Spelen 2019 in Minsk veroverden ze het brons, net als tijdens het EK 2019 in Apeldoorn.

## Palmares
| Jaar        | NK                                                | EK                                                | WK                             | Overige                          |
| Als belofte | Als belofte                                       | Als belofte                                       | Als belofte                    | Als belofte                      |
| ----------- | ------------------------------------------------- | ------------------------------------------------- | ------------------------------ | -------------------------------- |
| 2015        |                                                   | teamsprint                                        |                                |                                  |
| 2016        |                                                   | teamsprint · 5e 500m tijdrit                      |                                |                                  |
| 2017        |                                                   | teamsprint · 500m tijdrit · 5e sprint · 6e keirin |                                |                                  |
| Als elite   |                                                   |                                                   |                                |                                  |
| 2013        | 5e sprint                                         |                                                   |                                |                                  |
| 2014        | 4e 500m tijdrit 4e sprint 6e keirin               |                                                   |                                |                                  |
| 2015        | sprint · 500m tijdrit · teamsprint · 4e keirin    |                                                   |                                |                                  |
| 2016        | 500m tijdrit · teamsprint · keirin · 5e sprint    | 8e 500m tijdrit 8e sprint                         |                                | WB Apeldoorn: · teamsprint       |
| 2017        | 500m tijdrit · teamsprint · 6e keirin · 6e sprint | teamsprint 8e 500m tijdrit                        | 6e teamsprint 9e 500m tijdrit  | WB Pruzsków: · teamsprint        |
| 2018        | 500m tijdrit · teamsprint · sprint · 4e keirin    | 4e 500m tijdrit 4e teamsprint                     | teamsprint · 7e 500m tijdrit   | WB Londen: · teamsprint          |
| 2019        | 500m tijdrit · 4e keirin · 6e sprint              | teamsprint · 7e 500m tijdrit                      | 5e teamsprint 6e 500m tijdrit  | Europese Spelen: · teamsprint    |
| 2020        |                                                   |                                                   | 6e teamsprint 8e 500m tijdrit  |                                  |
| 2021        | 500m tijdrit · 4e sprint · 6e keirin              | teamsprint · 6e 500m tijdrit                      |                                |                                  |
| 2022        |                                                   | teamsprint · 7e 500m tijdrit                      | 4e teamsprint 8e 500m tijdrit  |                                  |
| 2023        |                                                   | teamsprint · 7e 500m tijdrit                      | 4e teamsprint 13e 500m tijdrit |                                  |
| 2024        |                                                   | teamsprint · 9e 500m tijdrit                      | teamsprint · 15e 500m tijdrit  | Olympische Spelen: 4e teamsprint |